# Janot (personnage)
Pour les articles homonymes, voir Janot.

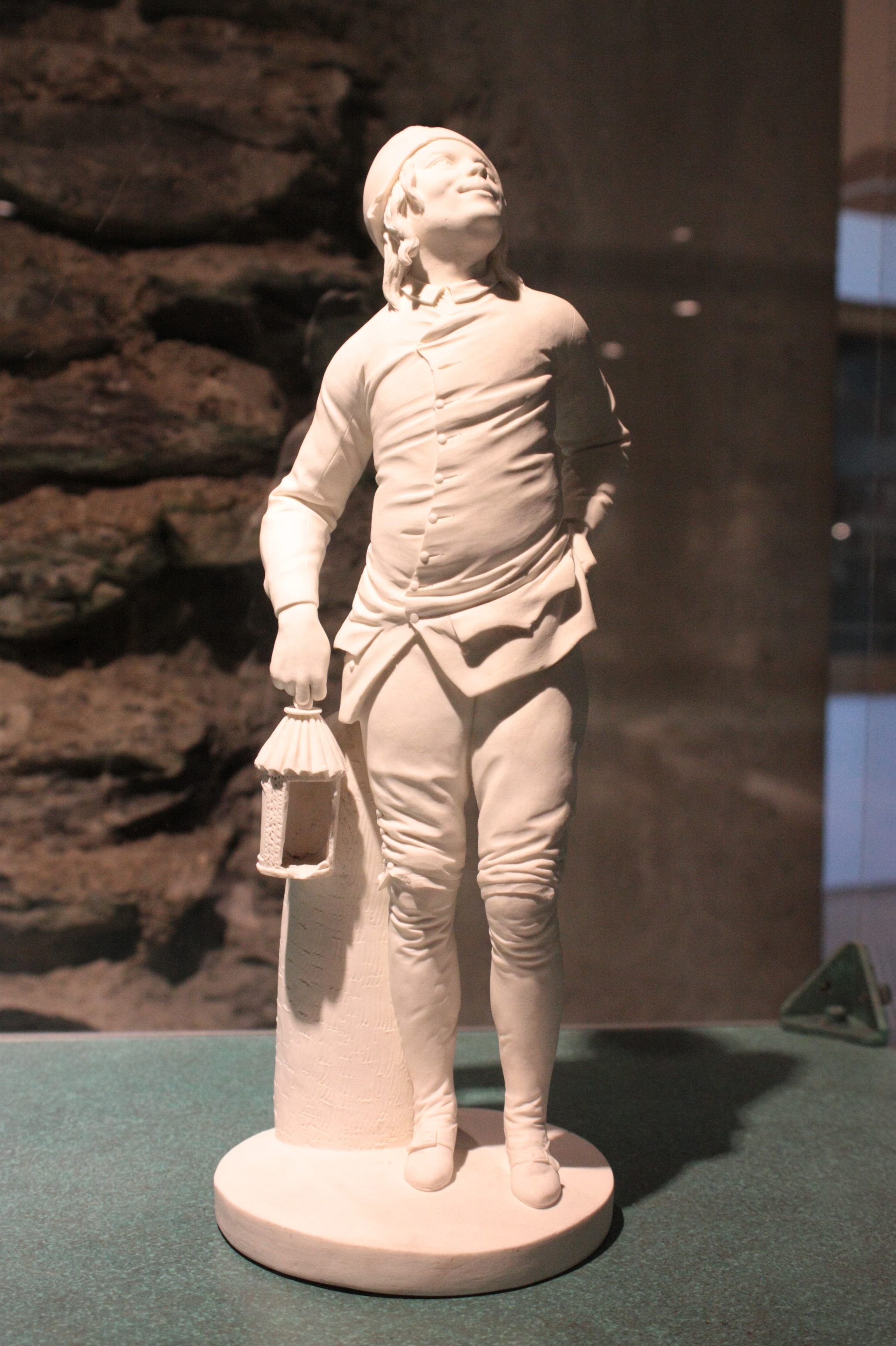
Janot par Josse-François-Joseph Leriche (musée de la Révolution française).

Janot, est un personnage de comédie.
Janot est un type de niaiserie bouffonne apparenté à celui de Jocrisse. Comme ce dernier, il a été porté à la scène française au XVIIIe siècle avec un très grand succès par Dorvigny, auteur de la célèbre parade Janot ou les Battus paient l’amende représenté en 1779 aux Variétés amusantes.
C’est à l’aide du type de janot que Dorvigny mit à la mode le langage baroque et tant imité depuis, qui cherchait et trouvait le comique par la burlesque interversion de pensées et des mots pour créer des phrases équivoques :
Je suis Janot ; mes actions comiques
Ont fait de moi rire depuis longtemps,
Et de mon per' je suis le fils unique,
Quoiqu'cependant nous étions douze enfants.
Un jour, la nuit, j'entendis l'ver mon père ;
II vint à moi, et m' dit comm' ça : « Janot,
Ta-t' en chercher un peu de beurr pour ta mère,
Qu'est bien malad', dedans un petit pot. »
J'entre en passant chez mon oncle Licorne,
J'li dis comm' ça : « Tonton, dépêchez-vous
D' mett' vot' chapeau sur vot' tête, à trois cornes,
Et après ça d' faire un saut d' plus chez nous. »
Janot fit souche, et pendant plusieurs années on n’entendit parler que de lui sur les petits théâtres, où l’on joua successivement Janot chez le dégraisseur, Janot bohémien, et bien d’autres encore. Ce que voyant, Dorvigny, son père, finit par l’abandonner au profit d’un autre type, qu’il inventa encore, qu’il lui donna pour successeur et qui n’eut pas moins de vogue lui-même. Ce nouveau type était celui de Jocrisse, qui pendant plus de trente ans régna en maître sur les scènes parisiennes et qui fit la joie des spectateurs de toutes classes et de toutes conditions.
Les fantaisies théâtrales de Janot sont passées dans la langue française sous le nom de janotisme, construction ambiguë de phrases prêtant à équivoque, comme : « La femme donna du pain à ses enfants qu’elle venait de cuire ».

## Source
- Arthur Pougin, Dictionnaire historique et pittoresque du théâtre et des arts qui s'y rattachent, Paris, Firmin-Didot et cie, 1885, p. 437.
- Gustave Vapereau, Dictionnaire universel des littératures, Paris, Hachette, 1876, p. 1090.